# Novi Mir (Novopokróvskaya, Krasnodar)
Novi Mir (del ruso: Новый Мир) es un jútor del raión de Novopokróvskaya del krai de Krasnodar, en Rusia. Está situado en la cabecera del río Upodnaya, uno de los constituyentes del Yeya, 18 km al norte de Novopokróvskaya y 173 km al nordeste de Krasnodar, la capital del krai. Tenía 183 habitantes en 2010.
Pertenece al municipio Gorkobalkovskoye.